# 대한민국 형사소송법 제482조
대한민국 형사소송법 제482조는 상소제기후 판결전 구금일수 등의 산입에 대한 형사소송법의 조문이다.

## 조문
제482조(상소제기후 판결전 구금일수 등의 산입) ① 상소제기 후의 판결선고 전 구금일수는 다음 경우에는 전부를 본형에 산입한다. <개정 2007.6.1>
1. 검사가 상소를 제기한 때
2. 검사가 아닌 자가 상소를 제기한 경우에 원심판결이 파기된 때
②상소제기기간중의 판결확정전 구금일수(상소제기후의 구금일수를 제외한다)는 전부 본형에 산입한다. <신설 2004.10.16>
③상소기각 결정 시에 송달기간이나 즉시항고기간 중의 미결구금일수는 전부를 본형에 산입한다. <신설 2007.6.1>
④제1항부터 제3항까지의 경우에는 구금일수의 1일을 형기의 1일 또는 벌금이나 과료에 관한 유치기간의 1일로 계산한다. <개정 1973.1.25, 1995.12.29, 2004.10.16, 2007.6.1>
⑤상소법원이 원심판결을 파기한 후의 판결선고 전 구금일수는 상소 중의 판결선고 전 구금일수에 준하여 통산한다. <개정 2007.6.1>
[헌법 불합치, 2008헌가13, 2009헌가5(병합), 2009.12.29, 형사소송법 제482조 제1항(2007. 6. 1. 법률 제8496호로 개정된 것) 및 제482조 제2항(2004. 10. 16. 법률 제7225호로 개정된 것)은 헌법에 합치되지 아니한다. 위 각 법률조항은 입법자가 개정할 때까지 계속 적용된다.] [제목개정 2004.10.16]

第482條(상소제기후 판결전 구금일수 등의 산입) ① 上訴提起 後의 判決宣告 前 拘禁日數는 다음 境遇에는 全部를 本刑에 算入한다.  <개정 2007.6.1.>
1. 檢事가 上訴를 提起한 때
2. 검사가 아닌 자가 上訴를 提起한 境遇에 原審判決이 破棄된 때
②상소제기기간중의 판결확정전 구금일수(상소제기후의 구금일수를 제외한다)는 전부 본형에 산입한다.  <신설 2004.10.16.>
③상소기각 결정 시에 송달기간이나 즉시항고기간 중의 미결구금일수는 전부를 본형에 산입한다.  <신설 2007.6.1.>
④제1항부터 제3항까지의 경우에는 구금일수의 1일을 刑期의 1日 또는 罰金이나 科料에 관한 留置期間의 1日로 計算한다.  <개정 1973.1.25., 1995.12.29., 2004.10.16., 2007.6.1.>
⑤上訴法院이 原審判決을 破棄한 後의 判決宣告 前 拘禁日數는 上訴 中의 判決宣告 前 拘禁日數에 準하여 通算한다.  <개정 2007.6.1.>
[헌법 불합치, 2008헌가13, 2009헌가5(병합), 2009.12.29., 형사소송법 제482조 제1항(2007. 6. 1. 법률 제8496호로 개정된 것) 및 제482조 제2항(2004. 10. 16. 법률 제7225호로 개정된 것)은 헌법에 합치되지 아니한다. 위 각 법률조항은 입법자가 개정할 때까지 계속 적용된다.] [제목개정 2004.10.16.]

## 참고 문헌
- 손동권 신이철, 새로운 형사소송법(초판, 2013), 세창, 2013. ISBN 9788984114081
- 심희기. (2000, 11). 중요판례집중연구 형사판례 집중탐구-미결구금일수의 법정통산에 관한 형사소송법 제482조 제1항의 헌법불합치 결정. 고시연구, 27(11), 213-226.
- 이동명. (2010). 형사소송법 제482조 제1ㆍ2항의 위헌결정 고찰. 법학연구, 40, 241-261.

## 같이 보기
- 상소취하시 구금일수의 본형 산입 사건 2009.12.29. 2008헌가13
- 대한민국 형법 제57조